# Герб Саскачевану
Герб Саскачевану є геральдичним символом, що представляє канадську провінцію Саскачеван.
Герб, що складався лише зі щита, був затверджений королівським ордером Едуарда VII 25 серпня 1906 року. На ньому вживалися провінційні кольори: зелений та золотий. Повний герб провінція попросила 1985 року, в рік спадщини Саскачевану, і був наданий королівським проголошенням Єлизавети II 16 вересня 1986 року.

## Символізм
На золотому вожді червоний леопард, королівський символ Англії (англійські леопарди, як правило, золоті з червоними язиками та кігтями; однак типовими кольорами для геральдичного лева на золотому полі є червоний із синім язиком і кігтями). Три золоті снопи пшениці символізують сільське господарство провінції; геральдичний сніп пшениці став узагальненим символом провінції.
Золотий шолом над щитом — символ суверенного статусу Саскачевану в Конфедерації. Намет виконано в національних кольорах Канади. Клейнод — бобер, національна тварина Канади, що тримає філадельфійську лілію, провінційну квітку Саскачевану. Клейнод увінчаний короною, що представляє королівський суверенітет.
Обидва щитотримачі — королівський лев ліворуч, а місцевий білохвостий олень праворуч — носять коміри з бісероплетіння корінних народів Канади, на яких підвішені бейджі в тій же шестикутній формі, що і знаки ордена «За заслуги» в Саскачевані. Бейдж лева прикрашений кленовим листом, а оленя — червоною лілією. Щитотримачі стоять на базі з червоними ліліями.
Девіз — multis e gentibus vires: від багатьох народів сила.

## Опис
Оригінальний королівський ордер 1906 року описував щит таким чином:
Золоті три снопи в зеленому полі, у главі червоний леопард.
Королівське проголошення 1986 року закріпило збільшення герба так:
Для клейноду: на шоломі з червоно-срібним буралетом бобер підтримує спиною Королівську корону і тримає в передніх кігтях філадельфійську лілію (Lilium philadelphicum andinum).
Для щитотримачів: справа лев у комірі з прерійських індійських вишивок бісером, на якому шестиконечний гранатовидний срібним бейджем, прикрашеним Кленовим листом, а на правому боці білохвостий олень (Odocoileus virginianus) у подібному комірі із подібним бейджем, обтяженим червоною лілією із зеленим листям.
Для девізу: Під щитом сувій, переплетений червоними ліліями із зеленим листям, на якому девіз MULTIS E GENTIBUS VIRES.

## Галерея

Герб, наданий Едуардом VII 1906 року
Бейдж лейтенанта-губернатора Саскачевана
Клейнод Саскачевану, наданий Єлизаветою II 1986 року